# فورمرتس

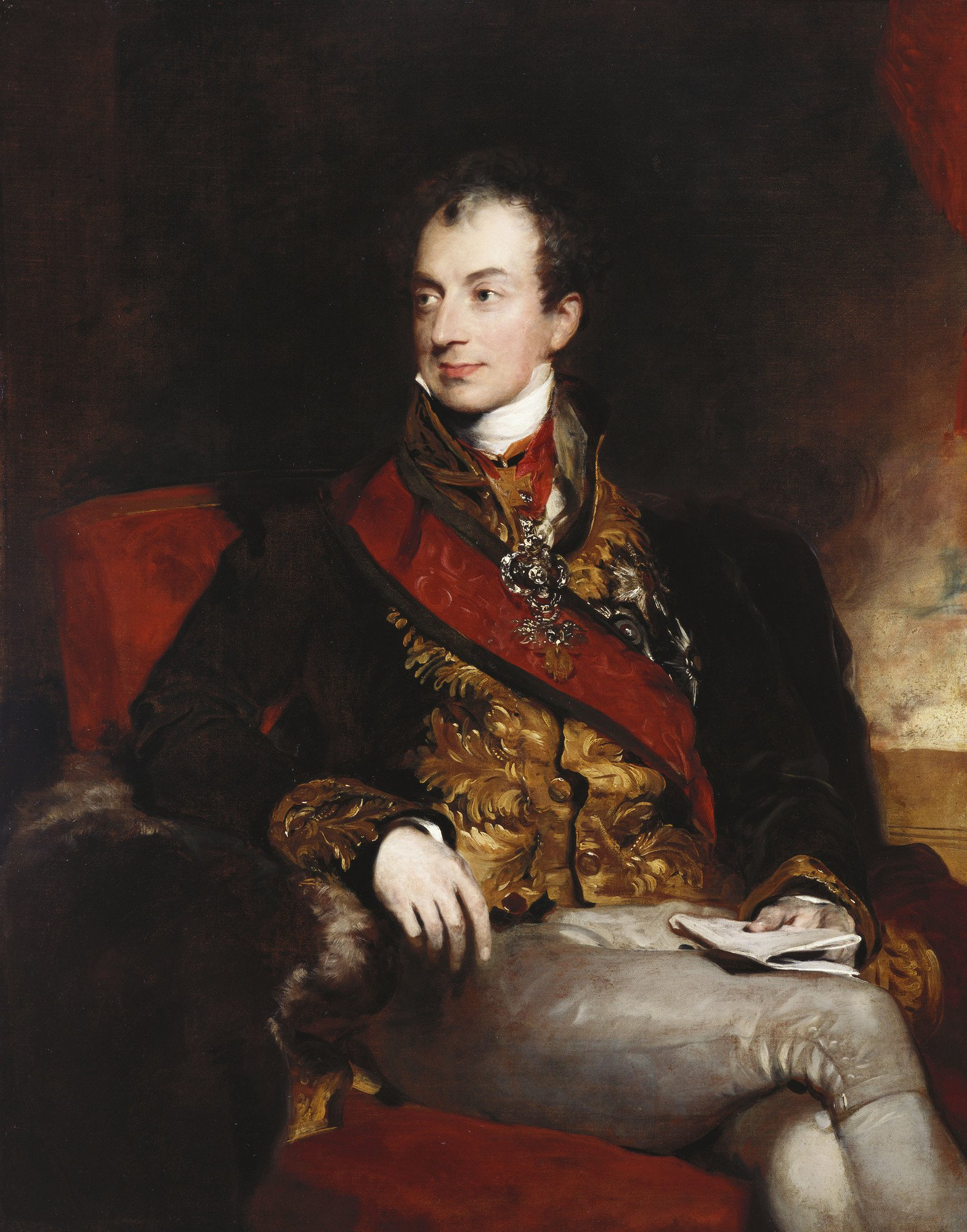
المستشار كليمنس فون مترنيش حوالي العام 1820، بريشة توماس لورنس

الفورمرتس (بالألمانية: Vormärz) مصطلح نشأ في وقت لاحق لوصف الفترة الزمنية من استعادة اعتباراً من مؤتمر فيينا عام 1815 حتى فشل الثورة في مارس 1848 في دول الاتحاد الألماني. وكان من المعروف عالميا باسم عصر مترنيش، وذلك أساسا من فترة الرقابة النمساوية والبروسية الدول العظمى في الشرطة واستجابة لدعوات ثورية ليبرالية. بمعنى الثقافية، تعرف نفس الفترة باسم بيدرمير كخاتمة للحقبة الرومانسية.

## حركه ليبرالية
كما ان فورمرتس كان اسمًا لحركة في الأدب الألماني خلال نفس الفترة، حيث اتسمت بالاهتمام المتزايد من قبل الكتّاب بالقضايا السياسية والاجتماعية، بما في ذلك الوحدة الاقتصادية المتزايدة لألمانيا من خلال اتحاد الجمارك (زولفيراين)، وموضوع توحيد ألمانيا ذاته، وتوسيع حق التصويت للذكور.

## خلفيه تاريخيه
بعد هزيمة نابليون النهائية في معركة واترلو، قادت القوى الأوروبية، بقيادة مستشار الدولة النمساوي الأمير كليمنس فون ميترنخ ووزير الخارجية البريطاني لورد كاسلري، نظام النظام الرجعي، مع استعادة التوازن السابق للثورة الفرنسية، بهدف إعادة إحياء التوازن السابق للثورة. وضد الاتجاهات القومية والليبرالية بين الطبقة الوسطى الألمانية التي نشأت خلال الحروب النابليونية، تم إنشاء اتحاد ألمانيا كخلف للإمبراطورية الرومانية المقدسة المتفتتة، وكذلك لم يكن دولة وطنية ولكن كتحالف فضفاض للأمراء الألمان، الذين اتفقوا على قمع هذه الأنشطة السياسية لمواطنيهم - خطة فشلت في نهاية المطاف.بعد "الفترة الفرنسية" في المناطق الألمانية الكبيرة بما في ذلك راينلاند، وتنفيذ قانون نابليون، والإصلاحات البروسية، يمكن تأجيل الحركة نحو دستور ونظام برلماني، ولكن لا يمكن عكسها.
تزايدت الاحتجاجات بشكل متزايد وأصبحت أكثر وضوحًا وانفعالًا. بعد تأسيس إحدى أولى الأوربورشنشافتن الوطنية حوالي عام 1815، قام طلاب جينا بالتظاهر بشكل مفتوح في مهرجان فارتبورغ، مطالبين بتأسيس دولة ألمانية وطنية على أساس دستور ليبرالي. وعندما أتى اغتيال أوغسطس فون كوتزيبوه من قبل الناشط الطلابي كارل لودفيغ ساند في عام 1819 وخلق ذريعة مناسبة، ردت البوندسفيرساملونج على تزايد تأثير البورشنشافتن بإصدار مراسيم كارلسباد، التي رققت حرية الصحافة وقصرت على الدراسة الأكاديمية للليبرالية، وقيدت المناقشة العامة حول أفكار مثل الوحدة الوطنية وتوسيع حقوق الاقتراع.
رغم أن العديد من النشطاء مثل إرنست موريتز آرندت، هوفمان فون فالرسليبن، هانز فيرديناند ماسمان، جورج بوخنر، فريتز رويتر، فريدريش لودفيغ يان، كارل تيودور فيلكر، وفريدريش غوتليب فيلكر تم اعتقالهم أو انسحبوا إلى الحياة الخاصة، انتعشت الأفكار الليبرالية في ثورة يوليو الفرنسية عام 1830، التي تلاها تمردات في عاصمة بروسيا، برلين، وفي الولايات الألمانية مثل ساكسونيا، هانوفر، هيسي، وبراونشفايغ. وفي نفس العام، مع فشل التمرد في بولندا الكونجرسية في نوفمبر وبدء هجرة العديد من المتمردين البولنديين، نمت الدعم الألماني الشعبي لليبرالية؛ في مهرجان هامباخ عام 1832، الذي كان نقطة عظيمة في الحركة الوطنية والليبرالية والديمقراطية، تم رفع أعلام ألمانيا والعلم البولندي معًا. بعد تمرد ولاية بولندا الكبيرة عام 1846، أثارت محاكمة المتمردين حول لودفيك ميروسلافسكي في محكمة برلين اهتمامًا كبيرًا، واضطر المدافعون إلى العفو عنهم من قبل الملك فريدريك ويليام الرابع من بروسيا خلال ثورة مارس بسبب الضغط العام. ومع ذلك، شملت الحركة الليبرالية والديمقراطية عنصرًا وطنيًا قويًا منذ البداية، في الغالب ضد "العدو الفرنسي" الموروث.
ردت ولايات اتحاد ألمانيا بزيادة القمع. في محاولة فاشلة لاقتحام مجمع بوندسفيرساملونج، حيث تجتمع وفود الأمراء، خلال فرانكفورت فاخنشتورم، احتلت مدينة فرانكفورت الحرة من قبل القوات النمساوية والبروسية. تمت محاكمة العديد من المشاركين بتهمة الخيانة العظمى؛ بينما هرب آخرون مثل غوستاف كورنر وفرديناند ليندهايمر من ألمانيا، في الغالب إلى الولايات المتحدة. من ناحية أخرى، اعتبر إنشاء اتحاد الجمارك (زولفيراين) الذي يهيمن عليه بروسيا، على الرغم من أنه تأسس لمعالجة القلق الاقتصادي، خطوة حاسمة نحو توحيد ألمانيا الصغرى. في عام 1837، تمت إقالة سبعة أساتذة من جامعة جوتينغن (جوتنجن سفن) بسبب اعتراضهم على إلغاء دستور هانوفر.
تولى فرديناند الأول، الذي كان يعاني من إعاقة عقلية، العرش في عام 1835، مما جعل من ممكنًا لميترنخ أن يتولى مسؤولية الشؤون الداخلية والخارجية لإمبراطورية النمسا. تسبب القومية والتطورات الاجتماعية في الإمبراطورية في تصاعد التوترات التي اندلعت في النهاية في شكل ثورة مارس 1848. نظر إلى فئة العمال الناشئة كمشكلة سياسية بدلاً من اجتماعية. صعدة التحرر ستكون في النهاية سبباً في سقوط ميترنخ وفرديناند. كانت الأفكار الليبرالية تنبع من الأرستقراطية العليا والطبقات الوسطى. كان اعتراض الطبقة الوسطى واضحًا للغاية. في المجر، لم ترَ الحكومة الإصلاحات الضرورية خلال الفترة من 1836 إلى 1839، ورغم أن هناك بعض المكاسب التي تحققت، إلا أنها كانت ذات أهمية بالغة بالنسبة لطبقة الفلاحين. جنبًا إلى جنب مع إلغاء العبودية في المجر، لم يعد الأمر يتعلق بالطبقة بل كان يتعلق بالموقف الوطني وحق سلطة فيينا. ستتصاعد الأفكار المتناقضة في نهاية المطاف في ثورة مارس 1848.